# Scott Pilgrim vs. the World
Scott Pilgrim vs. the World (titulada Scott Pilgrim contra el mundo en España y Scott Pilgrim vs. los ex de la chica de sus sueños en Hispanoamérica) es una película de acción y comedia dirigida por Edgar Wright, basada en la serie de novelas gráficas Scott Pilgrim por Bryan Lee O'Malley. La película sigue a Scott Pilgrim (Michael Cera), un joven músico canadiense, quien conoce a la chica de sus sueños, Ramona Flowers (Mary Elizabeth Winstead), una repartidora estadounidense. Para conseguir a Ramona, Scott deberá enfrentarse a los siete malvados exnovios de Ramona, quienes intentarán derrotarle.
Scott Pilgrim vs. the World fue planeado como una película después que el primer volumen fuese lanzado. Wright se interesó en el proyecto y la filmación empezó en marzo de 2009 en Toronto. Scott Pilgrim vs. the World se estrenó después de una conferencia en la Convención Internacional de Cómics de San Diego el 22 de julio de 2010. Recibió un amplio lanzamiento en América del Norte el 13 de agosto de 2010 en 2,818 cines.
La película acabó quinta en su primer fin de semana de salida con un total de 10,5 millones de dólares. La película finalizó su quinta semana de lanzamientos con un total de 10.5 millones de dólares. La película recibió críticas abrumadoramente positivas de los críticos y los fanáticos de la novela gráfica, pero fallando en resarcirse de su presupuesto durante lanzamiento en los cines, ganando 31.5 millones en América del Norte y 16 millones en el extranjero.
Sin embargo, la película rindió mejor en el mercado de vídeo doméstico, convirtiéndose en una gran atracción de ventas en Blu-ray en Amazon.com durante su primera semana de disponibilidad y, desde ese entonces, se ha convertido en una película de culto.

## Argumento
En Toronto, Scott Pilgrim (Michael Cera), el bajista de la banda Sex Bob-omb, inicia una relación con la colegiala Knives Chau (Ellen Wong), la cual es desaprobada por la mayoría de sus amigos. Scott conoce a una chica estadounidense, Ramona Flowers (Mary Elizabeth Winstead), quien estuvo apareciendo en sus sueños y se convierte en una obsesión para él, perdiendo el interés por Knives. Mientras compite en una batalla de bandas cuyo premio es un contrato discográfico con el enigmático G-Man, Scott es atacado por Matthew Patel (Satya Bhabha), quien se introduce a sí mismo como el «primer ex-novio malvado» de Ramona. Scott logra vencerlo y aprende que para ganar su estabilidad con Ramona, tendrá que enfrentarse a todos sus siete ex.
Scott rompe con Knives, quien culpa a Ramona por tomar a Scott e intenta tenerlo de vuelta. Scott se enfrenta al segundo malvado ex de Ramona, Lucas Lee (Chris Evans), un actor popular y patinador, donde Scott lo vence engañándolo para que realice un peligroso truco de patineta que provoca que explote al estrellarse. Más tarde, Scott encuentra al tercer ex, Todd Ingram (Brandon Routh), quien está saliendo con la ex de Scott, Natalie «Envy» Adams (Brie Larson). Al principio, Todd domina a Scott usando sus habilidades psíquicas veganas, pero es despojado de sus poderes por la Policía Vegana (Thomas Jane y Clifton Collins Jr.) después que Scott lo engaña con un café con crema cortada —acto prohibido para un vegano—, permitiendo su derrota ya que los agentes revelan que es un reincidente.
Scott se siente disgustado con Ramona más allá de su historial de amores luego de vencer a la cuarta ex, Roxy Richter (Mae Whitman) lo que provoca un quiebre en la pareja. Durante la segunda ronda de la batalla de bandas, Sex Bob-omb se enfrenta contra el quinto y sexto ex de Ramona, los gemelos Katayanagi; Kyle (Keita Saitō) y Ken (Shōta Saitō), donde Scott consigue una vida extra por derrotarlos. Durante la batalla, Scott ve a Ramona junto a G-man y descubre que se trata de su séptimo ex, Gideon Graves (Jason Schwartzman), quien se convierte en el patrocinador de Sex Bob-omb. Los miembros de Sex Bob-omb aceptan el contrato discográfico de Gideon, excepto Scott, que deja la banda. Más adelante, Ramona rompe con Scott.
En su regreso a casa, Scott recibe una llamada de invitación de Gideon para ingresar a su nuevo Teatro del Caos donde Sex Bob-omb está tocando, afirmando que «no hay rencor». Scott llega y lucha contra Gideon, profesando su amor por Ramona y ganando una flameante espada roja llamada la «Espada del Amor», y la usó para luchar contra Gideon, únicamente para destruirlo. Knives entra en escena para pelear con Ramona por Scott, pero éste impide la pelea de las chicas, revelando accidentalmente que él las engañó. Sin prevenirlo, Gideon mata a Scott apuñalándolo por la espalda.
Ramona visita a Scott en el Limbo y se disculpa por involucrarlo en sus problemas, revelando que Gideon le plantó un dispositivo de control mental ubicado atrás de su cabeza. Scott recuerda que tiene una vida extra y la usa para regresar al momento en que Gideon lo llama. Scott reingresa al Teatro Caos donde arregla sus asuntos con sus amigos y lucha con Gideon otra vez, declarando que está peleando por él mismo y ganando la espada más fuerte del «Poder del Amor Propio» logrando debilitar a Gideon. Se disculpa con Ramona y Knives por engañarlas. Gideon pelea con Scott nuevamente y lastima brutalmente a Ramona, pero Scott y Knives hacen equipo para destruirlo. Libre del control mental de Gideon, Ramona está dispuesta a dejarlo, pero Knives acepta que su relación con Scott terminó y lo anima para seguir a Ramona. Él acepta, y los dos inician su relación otra vez.

### Final alternativo
Originalmente se grabó un final en el que Scott y Knives terminaban juntos, sin embargo, los productores pensaron que no tenía sentido que Scott peleara contra los exnovios de Ramona para luego terminar su relación sin ella, así que se reescribió el final para que Scott y Ramona terminaran juntos.

## Reparto
- Michael Cera como Scott Pilgrim.
- Mary Elizabeth Winstead como Ramona Flowers.
- Kieran Culkin como Wallace Wells.
- Anna Kendrick como Stacey Pilgrim.
- Chris Evans como Lucas Lee.
- Brie Larson como Natalie V. "Envy" Adams
- Alison Pill como Kim Pine.
- Aubrey Plaza como Julie Powers.
- Brandon Routh como Todd Ingram.
- Jason Schwartzman como Gideon Graves.
- Johnny Simmons como "Young" Neil Nordegraf.
- Mark Webber como Stephen Stills.
- Mae Whitman como Roxy Richter.
- Ellen Wong como Knives Chau.
- Satya Bhabha como Matthew Patel.
- Shōta Saitō como Kyle Katayanagi.
- Keita Saitö como Ken Katayanagi.
- Nelson Franklin como Michael Comeau.
- Bill Hader como Narrador.

## Producción

### Desarrollo
Después que el artista Bryan Lee O'Malley completara el primer volumen de Scott Pilgrim, su editor Oni Press contactó con el productor Marc Platt con una propuesta para una película. Universal Studios contrató a Edgar Wright que había finalizado su última película, Shaun of the Dead, para adaptar las historietas de Scott Pilgrim. Originalmente, O'Malley tuvo sentimientos encontrado para una adaptación fílmica, declarando que él «esperaba convertirlos en una comedia de mucha acción con actores que yo odiaba» [pero últimamente] «no tome importancia. Fui un artista muerto de hambre, y fui como "Por favor, denme algo de dinero"».
En mayo de 2005, el estudio contrata a Michael Bacall para escribir el guion de la película. Bacall dijo que deseaba escribir el guion de la película de Scott Pilgrim porque «sentía con fuerza» el argumento y «estaba identificado» con los personajes de Scott Pilgrim. Alrededor de enero de 2009, los cineastas hacen una audición para la película, ahora titulada Scott Pilgrim vs. the World. Edgar Wright notó que O'Malley estuvo «muy involucrado» con el guion de la película desde el comienzo, e incluso contribuyó en algunas frases y «pulió» ciertas escenas en la película. Del mismo modo, debido al proceso de desarrollo a largo de varias líneas de los diferentes guiones escritos por Wright y Bacall, las líneas llegaron a estar en los volúmenes cuarto y cinco.
O'Malley confirmó que ningún material de Scott Pilgrim's Finest Hour, el sexto volumen de Scott Pilgrim, aparecería en la película, cuando la producción ya había comenzando. Mientras entregaba ideas y sugerencias para el acto final de la película, admitió que algunos de esos planes quizás cambiarían a lo largo del proceso de escritura del guion, y declarando finalmente que «Su final es su final». O'Malley entregó sus notas a Wright y Bacall para el sexto libro, mientas la filmación se realizaba.
Las audiciones para los protagonistas comenzaron en junio de 2008. La fotografía principal comenzó en marzo de 2009 en Toronto, y terminó en agosto. En el final original de la película, antes de la escritura para el libro final de Scott Pilgrim, Scott finalmente regresa con Knives. Después del libro final de la serie fue lanzada, en donde Scott y Ramona regresan juntos, y la audiencia entregó una reacción negativa durante la revisión, un nuevo final fue filmado para unir con los libros, con Scott y Ramona juntos.
La película tuvo un presupuesto de 85-90 millones de dólares, un montón compensado por reembolsos de tarifas que resultó en un costo final de 60 millones de dólares. Universal dio 60 millones de dólares antes de la rebaja.
El director Wright se sintió confiado con su reparto en la película. Wright declaró que «igual que Hot Fuzz, cómo nosotros tenemos grandes personas en cada pequeña sencilla parte; es lo mismo con esto. Lo bueno de esto es que hay gente que conoces, al igual que con Michael [Cera] y Jason [Schwartzman], y luego tenemos gente que es ascendente y que viene, al igual que Anna Kendrick, Aubrey Plaza y Brie Larson, y luego son completamente desconocidos». No hubo interferencia de estudio con echar más incógnitas, ya que Wright declaró que «nunca Universal realmente me dio ningún problema sobre el elenco más grande, ya que Michael [Cera] ha participado en dos películas de 100 millones de dólares, y también con una gran cantidad de personas, aunque no son nombres muy grandes, la gente sin duda sabe lo que son».
Wright planeó audicionar a Cera mientras escribía Hot Fuzz después que viera episodios de Arrested Development. Wright dijo que necesitó un actor que «la audiencia se mantuviera pendiente de su interpretación, incluso cuando el personaje estaba siendo un poco cobarde». Edgar Wright corrió con todo las decisiones de casting por O'Malley durante las sesiones de audición. Mary Elizabeth Winstead fue la elección de Wright para Ramona Flowers dos años antes que la filmación empezara, debido a que «ella tiene una disposición muy radiante como persona, tanto que fue interesante para interpretar una versión de ella misma, pero dañada en su interior. Ella es genial en la película porque ella causa un montón de caos pero se mantiene sobrenaturalmente en su nivel». Ellen Wong, una actriz de Toronto conocida por su papel en This Is Wonderland, audicionó para la parte de Knives Chau tres veces. En su segunda audición, Wright se enteró de que Wong es cinturón verde en tae kwon do, y dijo que él se encontró intrigado por esa «joven señorita de dulce rostro siendo un maldito secreto».

## Diferencias entre la historieta y la película
Scott Pilgrim, la historieta, estaba por la mitad cuando se estrenó la película, eso junto al hecho de que había que resumir la historia para contarla en aproximadamente dos horas, llevan a que haya varias diferencias entre ambas obras (se eliminaron varias subtramas como las relaciones de Stephen Stills o lo referente al padre de Knives). Estas son las diferencias más importantes:
- Salvo por las peleas con Matthew Patel, Lucas Lee y Gideon, los demás enfrentamientos entre Scott y los ex de Ramona ocurrieron en varios encuentros durante varios días en el cómic y en ocasiones de forma diferente a como muestra la película.
- No se menciona en la película que Gideon Graves mantenía congeladas criogénicamente a todas las novias que lo abandonaron (cinco, y planeaba hacer lo mismo con Ramona si no volvía con él).
- La participación del Subespacio en la película es menor mientras que en el cómic Ramona explica que aparece en los sueños de Scott ya que utiliza vías subespaciales para viajar y una de ellas pasa por el subconsciente de Scott, explicando que el enamoramiento del muchacho se debe a que esto provocó una suerte de impronta.
- Mientras que en la película son DJs, en el cómic los hermanos Katayanagi son expertos en robótica usando a sus creaciones para atacar a Scott.
- Mientras que en la película la primera aparición de Roxie es emboscando a Scott en un callejón, en el cómic quien hace esto es el padre de Knives.
- Scott obtiene la espada "El Poder del Amor" en la pelea contra Roxie en la historieta.
- Lynette Guycott tiene más protagonismo en el cómic. Para empezar es ella, no Todd, quien le quita los reflejos en el pelo a Knives de un puñetazo. Además, Todd engaña a Envy con Lynette, lo que lleva a que Todd diga «no temo pegarle a una chica» cuando golpea a Envy, quien lo atacó al enterarse de sus mentiras y es ella quien finalmente revela a la policía vegana que Todd es reincidente.
- En la película, los miembros de Crash and the Boys son fulminados por las compañeras diabólicas de Matthew Patel, mientras que en la historieta sobreviven y posteriormente ayudan a Scott durante la batalla de bajos contra Todd.
- En el cómic, el pico detrás de la rodilla es el punto débil de Envy, no de Roxie siendo Scott, por razones obvias, quien lo conoce y revela.
- El enfrentamiento entre Knives y Ramona ocurre mucho antes de la pelea contra Gideon, en la historieta.
- En el cómic, Ramona no vuelve con Gideon cuando huye de Scott, sino que se refugia en la casa de sus padres.
- En la película, Sex Bob-omb (con Neil como bajista) toca durante la inauguración del Club Kaos, mientras que en la historieta quien tocaba era Envy Adams (que iniciaba su carrera como solista).
- Scott le quita a Neil su apodo de manera menos solemne en el cómic.
- En la historieta, la pelea final es algo distinta: Luego de que Ramona se libera del control de Gideon, ella y Scott lo enfrentan portando cada uno una espada (Ramona descubre "el Poder del Amor") y entre ambos lo derrotan partiéndolo en cuatro pedazos (que explotan en montones de monedas, obviamente).
- Al final de la película, la banda Sex Bob-omb sigue existiendo con Neil en el bajo, mientras que en la historieta, la banda se separa. Stephen Stills comienza una banda propia, mientras que Scott y Kim tratan también de fundar una nueva banda (pero sin "el talento" de Stephen, no les irá muy bien).
- En el cómic se menciona a Joseph, un chico gay que ayudaba a Sex Bob-omb a grabar un disco y que al final del último libro, terminó saliendo con Stephen, por lo que este último se declaró gay, en la película nunca se menciona nada de esto.
- En la historieta, la policía vegana es más estricta (aquí una sola falta y al vegetariano se le quitan sus poderes) además, en la película Scott engaña a Todd para que cometa una falta mientras que en el cómic la intromisión de los policías es —según palabras del mismo Scott— un deus ex machina.
- En la película, pasan unas pocas semanas desde que Scott conoce a Ramona hasta que derrota a Gideon, mientras que en el cómic transcurre más de un año.
- En el cómic, existe una chica llamada Lisa Miller que estudió con Scott y Kim en la secundaria, ella toma mucho protagonismo en una parte del cómic como otra relación de Scott, en la película ella solo es mencionada por Julie.